# Семичастное (Липецкая область)
 Семича́стное  — деревня Воронецкого сельсовета Елецкого района Липецкой области. Находится в южной части Елецкого района, в 10 км к югу от Ельца. 
Впервые Семичастное упоминается как хутор в 8 дворов и 56 жителей в переписи населения СССР 1926 года. В 1932 году отмечается как посёлок с 69 жителями.

## Население
| 1932 | 2010 |
| ---- | ---- |
| 69   | ↘2   |